# 笑福亭鶴光の噂の青春リクエスト
『笑福亭鶴光の噂の青春リクエスト』（しょうふくていつるこのうわさのせいしゅんりくえすと）はニッポン放送でしていた、音楽バラエティ番組である。

## 概要
ニッポン放送は、2005年のナイターオフ期の編成にして長年同局の番組に出演し続けて来た、鶴光の特別番組で、リスナーメールと楽曲リクエストでは、週替わり（リスナーメール）、日替わりテーマ（楽曲リクエスト）を設け進行する。また、アシスタントでは、以前放送していた『鶴光の噂のゴールデンアワー』の復活番組の位置付けではあるが、当時：アシスタントを担当していた田中は金曜のみの出演で当該番組では鶴光の別番組でアシスタントを担当経験のある女性アナウンサーが担当している。

## 出演者

### パーソナリティ
- 笑福亭鶴光

### アシスタント
- 石川みゆき（フリーアナウンサー、元ニッポン放送アナウンサー） - 2005年10月18日 - 20日
- 田中美和子（タレント、フリーアナウンサー） - 2005年10月21日、12月16日
- 増山さやか（ニッポン放送アナウンサー） - 2005年12月14、15日

## 放送時間
- 平日 19:00 - 21:50 - 2005年10月17日 - 10月21日、12月12日 - 12月16日 （2005年10月17日はパ・リーグプレーオフ第5戦中継のため休止）

## コーナー

### リクエストテーマ
- ニューミュージック - 2005年10月17日、12月14日
- フォークソング - 2005年10月18日、12月12日
- カラオケ - 2005年10月19日
- 憧れのアイドル - 2005年10月20日
- 歌謡曲 - 2005年10月21日
- 演歌・歌謡曲 - 2005年12月13日
- アイドルソング - 2005年12月15日
- ベスト50 - 2005年12月16日